# Tandem Productions
Tandem Productions est une société de production audiovisuelle américaine qui a été fondée en 1958 par Bud Yorkin et Norman Lear.

## Histoire
Tandem Productions a choisi ce nom car, lors du lancement de leur entreprise, ses fondateurs ont dit se sentir comme deux hommes montés sur un tandem.
Les fondateurs de Tandem Productions avait initialement établi leur société spécifiquement pour la production de télévision. La société a produit plusieurs émissions de télévision dramatiques, avec notamment Fred Astaire, Henry Fonda ou Carol Channing. Elle a également financé la production de films cinématographiques, dont certains ont été produits par d'autres sociétés.
Bud Yorkin et Norman Lear ont plus tard tourné leur attention vers les sitcoms. Ils ont acheté les droits de deux séries invendues pour les produire : l'une en 1968 appelée Justice For All et l'autre en 1969 intitulée Those Were the Days. Leur premier succès dans ce genre est All in the Family, série qui fait ses débuts le 12 janvier 1971, elle-même basée sur un sitcom britannique. D'autres succès s'ensuivent avec Maude (1972-1978), Good Times (1974-1979) et Sanford and Son (1972-1977).
En 1977, Viacom obtient les droits pour All in the Family. Columbia Pictures Television reprend la distribution de la série en 1991. En 1978, Tandem produit Arnold et Willy. Archie Bunker's Place a été produit en 1979, Sanford en 1980 et Gloria, la dernière série qui sera produite par Tandem, en 1982.

### Norbud Productions
Norbud Productions est une filiale de Tandem, créée en 1970. Elle produit quelques séries puis décline en 1973 avec la distribution de Sanford and Son. Le nom vient des prénoms de ses fondateurs, Norman et Bud.

### Bud Yorkin Productions
Après que Norman Lear ait mit fin à son partenariat avec Bud Yorkin, en 1975, ce dernier fonde Bud Yorkin Productions en s'associant avec des écrivains qui écriront quelques épisodes des séries produites par la société. Elle produit notamment Grady et What's Happening!!. En 1976, la filiale devient TOY Productions (des initiales de Saul Turteltaub et Bernie Orenstein, les écrivains associés à Yorkin).
Le 19 février 1979, TOY Productions est racheté par Columbia Pictures Television.

### P*I*T*S Films
P*I*T*S Films (un acronyme qui signifie « Pie In The Sky », soit littéralement « tarte dans le ciel ») est la filiale de distribution télévisuelle de Tandem lancé en 1978 pour distribuer les programmes de la société-mère (la seule exception étant All in the Family  qui a été distribué par Viacom). Elle est incorporée à ELP Communications en 1982.

### Années 1980
Après que Norman Lear ait acheté Avco Embassy Pictures, il renomme la société en TAT Communications. Celle-ci distribuera toutes les séries de Tandem jusqu'à ce que Ken Stump soit chargé de la production, en 1983, et fusionne TAT et Tandem en Embassy Pictures Corporation.
Le 18 juin 1985, Norman Lear et Jerry Perenchio vendent Embassy Pictures Corporation à Coca-Cola pour 485 000 000 $. Coca Cola la revend en 1986 pour Dino De Laurentiis. Le plan de Coca-Cola était de garder la production télévisuelle active, et de vendre les filiales qui ne faisaient pas partie de la transaction. La majorité des exploitations cinématographiques sont actuellement autorisées à la Metro Goldwyn Mayer et à Studiocanal. Cependant, Columbia Pictures a conservé les droits sur Mort sur le grill et Saving Grace, deux films initialement distribués par Tandem.

#### Déclin
À la suite de nombreuses transactions, fusions diverses et négociations entre les filiales de Tandem, la société-mère Tandem Productions est abandonnée. La fin du succès de certaines séries comme Arnold et Willy accéléra la disparition de la société. Certaines filiales de Tandem ont fusionné avant d'être incorporées à Columbia Pictures en novembre 1986. La fin officielle de la production de séries télévisées par Tandem est en 1988.